# Kuehneosaurus
Kuehneosaurus latus
Genre
Genre
Kuehneosaurus est un genre fossile de sauropsides de la famille des Kuehneosauridae (ordre des Eolacertilia), qui ont vécu au Trias supérieur et dont les fossiles ont été retrouvés en Grande-Bretagne. Ce genre n'est désormais représenté que par l'espèce Kuehneosaurus latus.

## Description
Kuehneosaurus avait l'allure d'un lézard de 72 cm de long et possédait des côtes très allongées sur les côtés des vertèbres dorsales et reliées par une membrane de peau. Cela lui permettait de planer, peut-être d'un arbre à l'autre, ou bien pour s'élancer du haut des falaises où il vivait. Il pouvait ainsi fondre sur un vol d'insectes qui constituaient son menu, ou bien échapper à ses prédateurs. À l'atterrissage, l'animal était capable de replier ses côtes et de plaquer la membrane le long de son corps. Une étude réalisée en 2008 a montré que cette membrane permettait à l'animal de descendre à 45° et à une vitesse de 10 ou 12 mètres par seconde.
L'actuel Draco utilise la même méthode de vol plané. Les genres fossiles Icarosaurus et Coelurosauravus étaient également très semblables à Kuehneosaurus. Icarosaurus faisait même partie, comme lui, de la même famille des Kuehneosauridae (Eolacertilia).

## Classification
Le nom valide complet (avec auteur) de ce taxon est Kuehneosaurus Robinson (d), 1962. Ce genre n'est représenté que par l'espèce Kuehneosaurus latus.

## Publication originale
- (en) Pamela L. Robinson, « Gliding lizards from the upper Keuper of Great Britain », Proceedings of the Geological Society of London, Londres, vol. 1601,‎ 1962, p. 137-146.